# Muricaria prostrata
Muricaria prostrata là một loài thực vật có hoa trong họ Cải. Loài này được (Desf.) Desv. mô tả khoa học đầu tiên năm 1815.